# Хвальфедль
Хвальфедль (исл. Hvalfell) — гора вулканического происхождения на западе Исландии вблизи Хваль-фьорда. Расположена на востоке общины Хвальфьярдарсвейт. В переводе с исл. Hvalfell означает китовая гора.
Хвальфедль расположен восточнее Хваль-фьорда в долине Ботнсдалюр. К юго-востоку от Хвальфедля находится потухший вулкан Ботнссулюр. Восточней вулкана расположено озеро Хвальватн, исток реки Ботнсау, впадающей в Хваль-фьорд. На реке Ботнсау находится самый высокий водопад Исландии, Глимюр.
Хвальфедль представляет собой потухший вулкан-туйю, образовавшийся в последний ледниковый период. Как и большинство подобных вулканов, имеет крутые склоны.